# Veteran (Nowy Jork)
Veteran – miasto w Stanach Zjednoczonych, w stanie Nowy Jork, w hrabstwie Chemung.